# Золоте (Керченський район)
Золоте́ (до 1948 — Чєґєнє́, крим. Çegene) — село Керченського району Автономної Республіки Крим.
Село на східному краю Казантипської затоки (Азовське море), біля мису Чагани.
В 3 кілометрах на схід від мису розташоване городище античного поселення Золоте (II-I сторіччя до нашої ери).
Є кілька баз відпочинку.